# Huetter
Huetter est une ville américaine située dans le comté de Kootenai en Idaho.

## Démographie
| 1950 | 1960 | 1970 | 1980 | 1990 | 2000 |
| ---- | ---- | ---- | ---- | ---- | ---- |
| 84   | 114  | 49   | 65   | 82   | 96   |

| 2010 | - | - | - | - | - |
| ---- | - | - | - | - | - |
| 100  | - | - | - | - | - |

Selon le recensement de 2010, Huetter compte 100 habitants. La municipalité s'étend alors sur une superficie de 0,03 mille carré (0,08 km2).